# Иљ
Иљ (рус. Иль) река је на југу европског дела Руске Федерације. Протиче преко територије Краснодарске покрајине, односно преко њеног Северског рејона. Притока је вештачког Крјуковског језера и део басена реке Кубањ и Азовског мора. 
Свој ток започиње на северозападним обронцима планине Убињсу на надморској висини од 875 метара. Дужина водотока је 47 km, а површина сливног подручја 152 km². 
најважније насеље које лежи на њеним обалама је варошица Иљски. Управо код Иљска, на левој обали Иља, налази се палеолитски локалитет који представља национални споменик културе (старост локалитета је процењена на између 600 и 500 хиљада година. 